# Xenostryxis tenuicauda
Xenostryxis tenuicauda är en stekelart som beskrevs av Hayat 2003. Xenostryxis tenuicauda ingår i släktet Xenostryxis och familjen sköldlussteklar. Inga underarter finns listade i Catalogue of Life.